# Leptotarsus (Macromastix) risbeci
Leptotarsus (Macromastix) risbeci is een tweevleugelige uit de familie langpootmuggen (Tipulidae). De soort komt voor in het Australaziatisch gebied.